# Wandering Spirit (chef amérindien)
Pour les articles homonymes, voir Wandering Spirit.
Wandering Spirit (alias Kapapamahchakwew, Papamahchakwayo, Esprit errant ; c. 1845-1885) est un chef de guerre cri d’une tribu de Cris des plaines. Il y a peu d'informations sur la vie de Wandering Spirit. La plupart de ce que l'on sait commence peu de temps avant le massacre de Frog Lake en 1885 et se termine par son exécution par le gouvernement canadien.  Cependant, il existe des informations concernant son rôle au sein du peuple des Cris des plaines. 